# Довгоцвіт мексиканський
Довгоцві́т мексика́нський, агератум Гаустона, або агератум мексиканський (Ageratum houstonianum) — багаторічна трав'яниста рослина родини айстрові (складноцвіті).

## Опис
Багаторічна трав'яниста або напівчагарникова рослина, що вирощується в декоративному садівництві у відкритому ґрунті як однорічна, в оранжерейній і тепличній культурі — як багаторічна рослина.
Коренева система сильно розгалужена. У місцях зіткнення з ґрунтом на головному пагоні й бічних гілках утворюються численні додаткові корені.
Рослина (пагони, листя, черешки і квітконіжки) густо запушена короткими простими віддаленими волосками.
Стебла численні, гіллясті, прямостійні або підняті, висотою 10-60 см.
Листкова пластинка цільна, за формою трикутна або ромбічна, при основі нерідко серцеподібна, по краю зубчаста. Нижнє листя супротивне, черешкове; чим вище по стеблу, тим черешки коротші; верхні листки майже сидячі і чергуються.
Квіти трубчасті, дрібні, двостатеві, зібрані в суцвіття — невеликі чашоподібні або напівчашоподібні кошики діаметром 1-1,5 см. Кошики, у свою чергу, зібрані в пухкі або щільні парасолеподібної форми складні щитки до 10 см в діаметрі. Обгортка чашоподібна, 5-10 мм в діаметрі, з черепитчато розташованих 2-3 рядів лінійних загострених листочків. Квітколоже плоске, без приквітків. Тичинок 5, зрощених своїми пиляками у вузьку трубку, що охоплює нижню частину маточки. Маточка, особливо її дволопатева приймочка, значно довша, ніж оцвітина (майже вдвічі) і сильно виступає над нею. Забарвлення оцвітини й приймочок однакове — блакитне, бузково-блакитне, біле або рідше кармінно-рожеве. Бутони ж іноді бувають густо-бузкові, пурпурові або світло-блакитні. Квітки запашні. Цвіте з червня до заморозків.
Батьківщиною рослини є Мексика й Центральна Америка. Вид натуралізований та вирощується у багатьох частинах світу.